# Wasserkunst von Mértola
Die Wasserkunst von Mértola ist ein Wasserhebewerk in Mértola in der Provinz Alentejo in Portugal, das als Ruine erhalten ist. Das Hebewerk bestand aus einem runden Turm im Río Guadiana, an dem das Wasser geschöpft, und einem Aquädukt, über den es in die Stadt geleitet wurde. Die Gewölbe der Bogenkonstruktion sind seit langem gebrochen. 

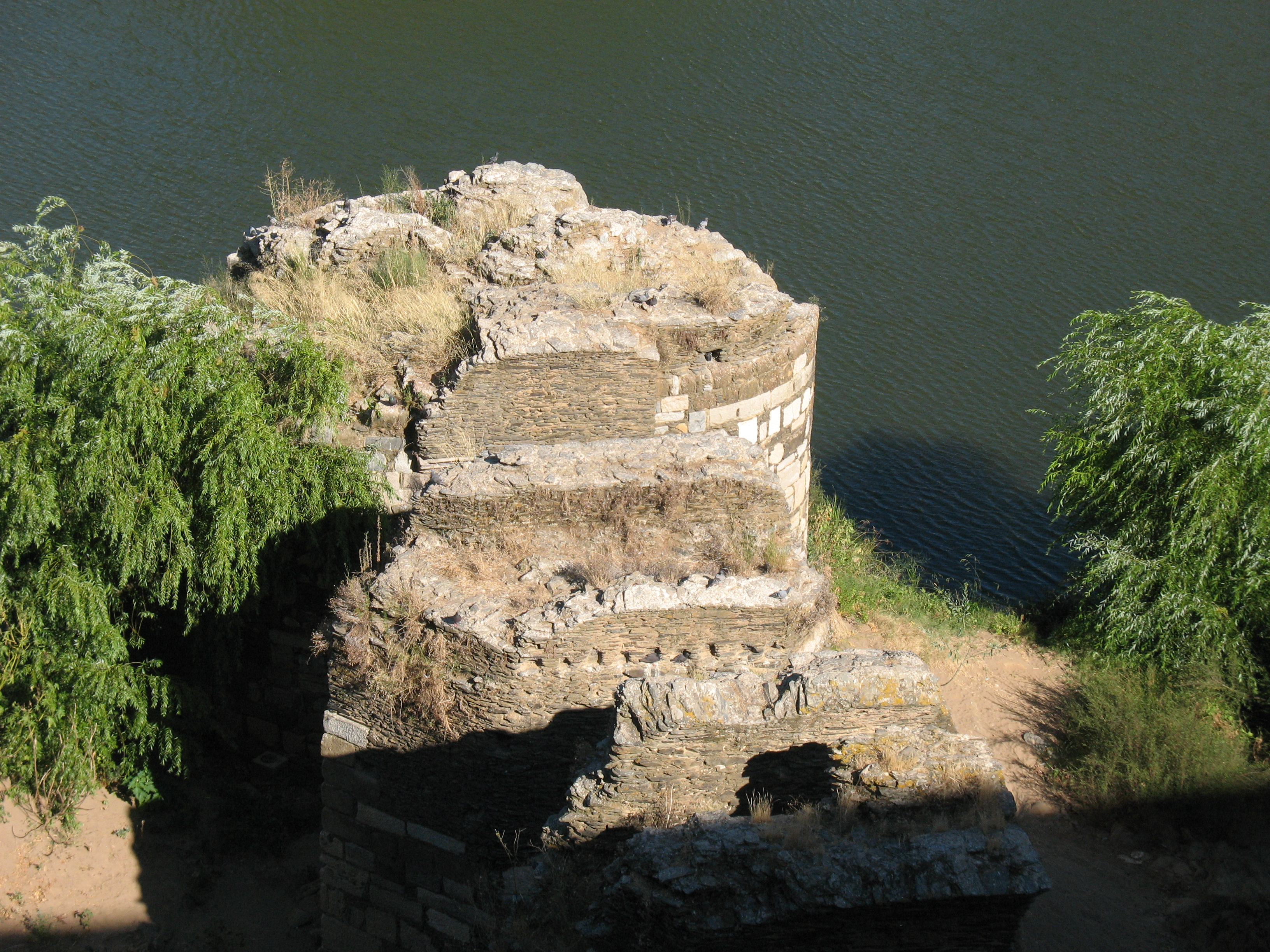
Der letzte Überrest der Wasserkunst befindet sich am Ufer des Guadiana

Die Bestimmung als Wasserhebewerk geht von der Feststellung aus, dass die Pfeiler und der Turm nicht zu einer Brücke ergänzt werden können, da jegliche Entsprechung auf der anderen Flussseite fehlt. Weitere Besonderheiten kommen hinzu: 
1. der erste der Pfeiler, der Turm im Fluss, ist stärker als die fünf landseitigen,
2. er weist eine runde Aushöhlung auf, die sich linear fortsetzt durch den nächsten Pfeiler und beim zweiten Pfeiler als Nische endet,
3. die Aushöhlungen sind zum Land hin gerichtet und stehen senkrecht zum Fluss. Danach knickt der Aquädukt etwa 15° nach Süden ab.

Demnach war die Aushöhlung für die Achse bestimmt, an deren freiem Ende ein Wasserrad befestigt gewesen sei. Es müsste einen Durchmesser von 24 m gehabt haben. Das geschöpfte Wasser ist in einen Speicher auf dem Turm geflossen und über den Aquädukt in die Stadt geleitet worden. Da römische und westgotische Spolien verbaut sind, erfolgte eine Datierung in die maurische Zeit (in Mértola von 712/14-1238), zumal es aus dieser Epoche vergleichbare Anlagen gibt.